# Pastorale d'été
Pastorale d'été (H. 31) d'Arthur Honegger est une œuvre symphonique composée en 1920 et créée à la salle Gaveau à Paris, le 17 février 1921 par l'Orchestre Golschmann, dirigé par Vladimir Golschmann. 

## Genèse
Arthur Honegger passe l'été 1920 au pied de la Jungfrau en Suisse, dans l'Oberland bernois et compose la Pastorale d'été. Troisième œuvre orchestrale d'importance après le Prélude pour Aglavaine et Sélysette et Le Chant de Nigamon, l'œuvre obtient le prix Verley à sa création à Paris le 17 février 1921. Saluée par la critique, cette pièce symphonique est d'une écriture simple qui facilite son exécution. La partition porte en épigraphe la première phrase du poème "Aube" tiré des Illuminations du poète Arthur Rimbaud : « J'ai embrassé l'aube d'été ».

## Discographie
- Arthur Honegger, Orchestre de la Société des concerts du Conservatoire (1930, coll. « Composers in person » vol. 5, EMI Classics / Dutton CDBP 9764) (OCLC 427542081 et 71777791)
- Ernest Ansermet et l'Orchestre de la Suisse romande (1942, Decca) (OCLC 871038208)
- Jan Koetsier et l'Orchestre du Concertgebouw (22 juillet 1942, « Anthologie du Concertegbouw » vol. 1, 13CD RCO)
- Jean Martinon et l'Orchestre Lamoureux (février 1953, « The Philips Legacy » 3CD Decca)
- Serge Baudo et l'Orchestre philharmonique tchèque (mars 1963, Supraphon 11 0667-2) (OCLC 27262418)
- Jean Martinon et l'Orchestre national de l'ORTF (1971, EMI Classics CDM 7 63944 2 / coll. « Icon » 14CD Erato) (OCLC 1031882720 et 843227383)
- Charles Dutoit et l'Orchestre symphonique de la radio bavaroise (avril 1985, Erato/Warner) (OCLC 14928564)
- Tamás Vásáry et le Bournemouth Sinfonietta (25-26 mai 1991, Chandos) (OCLC 1038025075)
- Michel Plasson et l'Orchestre du Capitole de Toulouse (juin 1991, DG 435 438-2) (OCLC 658520727)
- Jean Fournet et l'Orchestre symphonique de la radio des Pays-Bas (1993, Denon CO-78831) (OCLC 35922042)
- David Zinman et la Tonhalle-Orchester Zürich (mai 1996, Decca 455 352-2) (OCLC 223796056)
- Vladimir Jurowski et le Orchestre philharmonique de Londres (28 mars 2007, LSO) (OCLC 758441617)